# ジェイムズ・クラーク (ケンタッキー州知事)
ジェイムズ・クラーク（英語: James Clark、1779年1月16日 - 1839年8月27日）は、19世紀アメリカ合衆国の政治家であり、第13代ケンタッキー州知事および同州選出アメリカ合衆国下院議員を務めた。その政歴は1807年にケンタッキー州下院議員に選ばれたときに始まった。1810年にはケンタッキー州控訴裁判所判事に指名され、2年後に辞任してアメリカ合衆国下院議員を目指した。下院議員を2期務め、1816年に辞任した。
クラークは1817年に、バーボン郡とクラーク郡を合わせた巡回裁判所の判事に指名された。クラークの実績を決める出来事がその在任中に集中した。1822年、「ウィリアムズ対ブレア事件」の判決で債務者救済法を撤回させた。これは契約の義務遂行を妨げるという根拠に基づいていた。この判断は州議会で不評であり、議会はそれを非難し、クラークに議会に出席して自己弁護するよう求めた。議会でクラークを解任しようという動きは、それに必要な3分の2多数を得られず失敗した。翌年、ケンタッキー州控訴裁判所がクラークの判断を支持した。州議会はその報復のために控訴裁判所を廃止し、自分達の見解に近い裁判所を創設した。この出来事とその後の経過は、旧裁判所・新裁判所論争と呼ばれた。
1825年、ヘンリー・クレイがアメリカ合衆国国務長官に昇進したことに伴い、それまで務めていたアメリカ合衆国下院議員の席を埋めるためにクラークが選ばれた。クラークはこの議席を1831年まで務めたが、その年は再選を求めなかった。ケンタッキー州ではホイッグ党の結成のために働き、それに報いる形で1836年の州知事選挙では党公認候補に選ばれた。クラークは州知事に当選し、議会に大志ある綱領を提示したが、その一部しか実行できなかった。クラークの知事として最も重要な功績は、教育委員会の設立を確実にしたことと、州内全郡で公立学校を造らせたことだった。クラークは在任中の1839年に死亡した。その住処であるホリールードは1974年にアメリカ合衆国国家歴史登録財に指定された。

## 初期の経歴と家族
ジェイムズ・クラークは1779年1月16日に、バージニア州ベッドフォード郡のピークス・オブ・オッター近くで生まれた。父はロバート・クラーク、母はスザンナ（旧姓ヘンダーソン）だった。1794年、クラーク家はケンタッキー州クラーク郡に移転した。そこでジェイムズはジェイムズ・ブライス博士（後のトランシルベニア大学教授）に教育され、またウッドフォード郡のピスガー・アカデミーに入学した。その後、兄のクリストファーと共にバージニア州に行き、法律を学んだ。1797年には法廷弁護士として認められた。短期間インディアナ州ビンセンズやミズーリ州セントルイスに旅して、法律事務所を開く場所を探したが、自分に合った場所が見つけられず、ケンタッキーに戻ってウィンチェスターで法律実務を始めた。
1809年7月2日、クラークはスーザン・フォーサイスと結婚し、夫妻には4人の子供が生まれた。スーザンは1825年に死んだ。1829年3月3日、クラークはワシントンD.C.でマーガレット・バックナー・ソーントンという未亡人と再婚した。しかしマーガレットはクラークが知事に当選した数日後の1836年8月15日に死亡した。

## 政歴
クラークは1807年と1808年の2期続けてケンタッキー州下院議員に選ばれた。1810年3月29日、ケンタッキー州控訴裁判所判事に指名され、1812年に辞任するまで務めた。この年に民主共和党員として、アメリカ合衆国下院議員に選出された。1816年4月16日に休暇を取り、1816年8月には巡回裁判所の判事の指名を受け入れるために下院議員を辞職した。

### 「ウィリアムズ対ブレア事件」判決
1817年から1824年、クラークはクラーク郡とバーボン郡の巡回裁判所判事を務めた。1822年、「ウィリアムズ対ブレア事件」で、債務者に支払猶予期間を課すことで破産を免れさせる法を、クラークは違憲と判断した。アメリカ合衆国憲法の契約条項に照らして、「契約の義務を損なう」法は違憲であると主張した。この裁定は、最近の「ダートマス大学対ウッドワード事件」に対する最高裁判所判決でも守られている。
クラークの裁定に対しては、ケンタッキー州議会が非難決議を出してきた。クラークは議会に召還されたが、その告発に対しては文書で回答する方法を選んだ。議会は怒ってクラークを判事職から外そうとしたが、その票決は賛成59票対反対35票であり、必要な3分の2多数には届かなかった。1823年10月、クラークの判断はケンタッキー州控訴裁判所によって支持された。この判断により旧裁判所・新裁判所論争が始まることとなり、議会は控訴裁判所を廃止して、より議会に同調的な裁判所でその代わりをさせようとした。
1825年、ヘンリー・クレイがアメリカ合衆国国務長官に昇進したことに伴い、それまでクレイが務めていたアメリカ合衆国下院議員の席を埋めるためにクラークが選ばれた。クラークは下院議員を2期務めることになり、領土問題委員会では委員長を務めた。1831年には下院議員への再指名を断った。
その後はケンタッキー州上院議員に選ばれ、1832年から1835年まで務めた。上院では内国改良委員会の委員を務めた。1834年にジョン・ブレシット州知事が死亡したことに伴い、副知事のジェイムズ・T・モアヘッドが知事に昇任した。その後は副知事の椅子が空席となり、州議会上院議長が居ない状態だった。1835年、クラークが上院議長代行となり、モアヘッドの穴を埋めた。

### ケンタッキー州知事

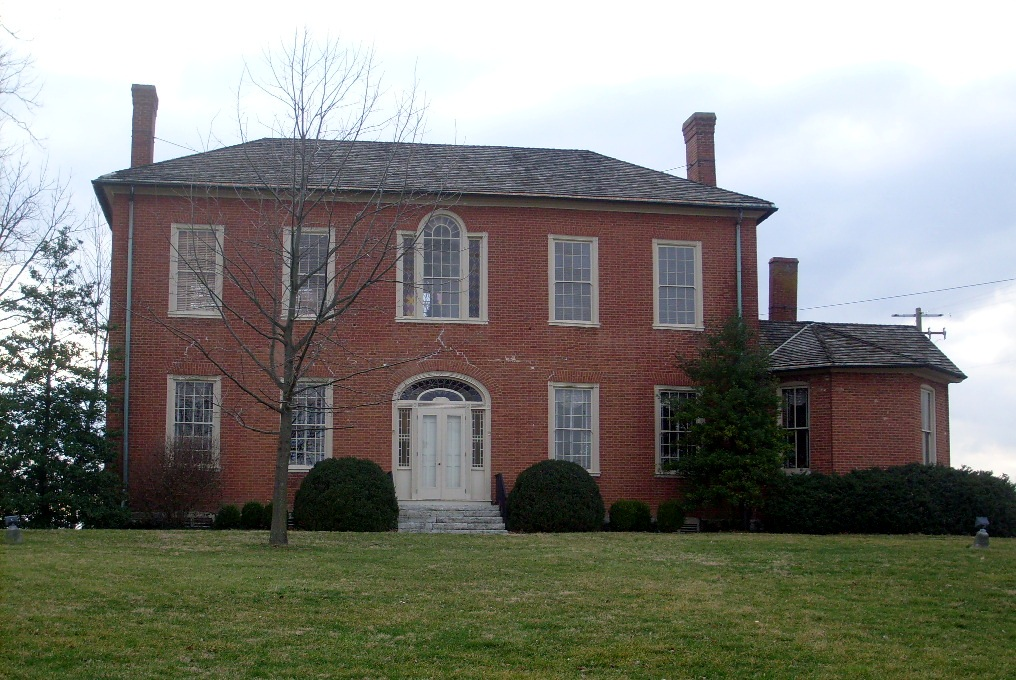
クラークの邸宅、アメリカ合衆国国家歴史登録財に指定

クラークはケンタッキー州におけるホイッグ党の結成のために働き、それに報いる形で1836年の州知事選挙では党公認候補に選ばれた。クラークは民主党のマシュー・フルアノイを38,587票 対 30,491票で破って州知事に当選した。議会に対する最初の演説では、公共教育体系の確立、州監査官の権限強化、犯罪増加との闘争など大志ある改革計画を説明した。銀行はその責任を持つべきだと考えており、州認定銀行は正金兌換を中止すべきではないと主張した。また奴隷所有者の権利を強く信じており、逃亡奴隷の返還については、オハイオ州、インディアナ州、イリノイ州との協力を促した。
議会はクラークの主張の幾つかには注意を払った。州監査官には第二監査官を追加し、州の減債基金発注には大きな裁量権を与えた。州の教育委員会と教育監督官職を創設した。また全ての郡に郡教育委員も創設した。奴隷資産に関するクラークのコメントに関して、議会は逃亡奴隷を逮捕した者への褒美を与える法を作り、駅馬車所有者がその馬車を使って奴隷を逃がすことを違法とした。しかし、クラークが要請した州内で奴隷制度廃止運動家の宣伝文の出版と普及を制限するのは拒否した。さらに他の分野でもクラークの推薦の大半を無視した。クラークは州債の販売によって州内内国改良の資金を手当てした。
クラークは知事在任中の1839年8月27日に死んだ。ウィンチェスターにあった自家に近い民間墓地に埋葬された。その家は1974年6月13日にアメリカ合衆国国家歴史登録財に指定された。

## 関連図書
- Morton, Jennie C. (September 1904). “Governor James Clark”. The Register of the Kentucky Historical Society 2 (6):  pp. 9–12.